# کورومدو (شهرستان توپ)
کورومدو (به لاتین: Korumdu) یک روستا در قرقیزستان است که در شهرستان توپ واقع شده‌است. کورومدو ۱٬۷۹۴ نفر جمعیت دارد و ۱٬۷۳۰ متر بالاتر از سطح دریا واقع شده‌است.